# Influenza A subtipo H7N9

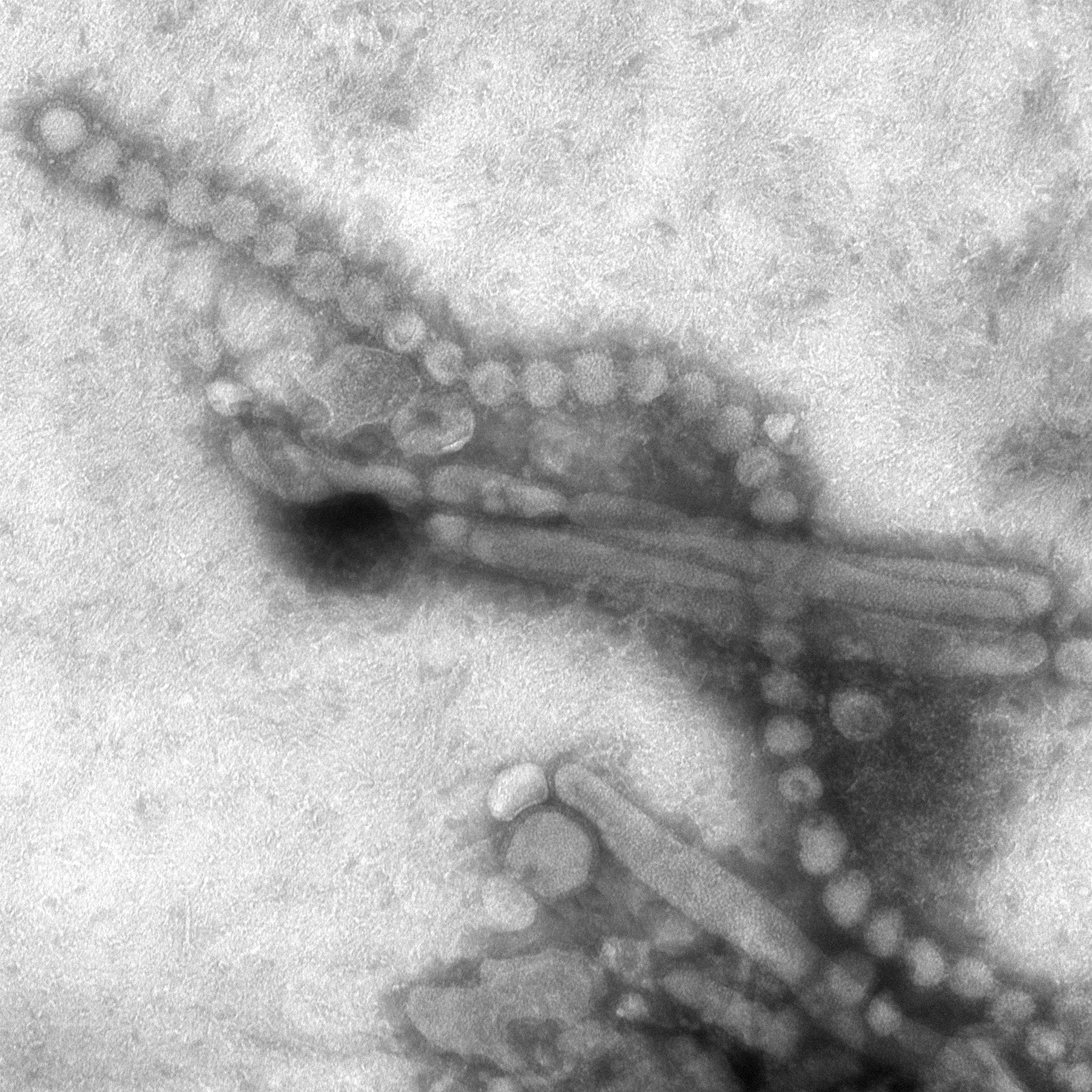
Vírus H7N9 visto ao microscópio eletrônico.

O vírus influenza H7N9 aviário é um subtipo de Influenzavirus A que em geral causa influenza aviária.
Em 2013 o Ministério da Saúde Chinês comunicou a Organização Mundial da Saúde (OMS) a identificação, pela primeira vez, de um novo vírus A(H7N9) recombinante causando doenças em humanos. Em 23 de maio de 2017, a OMS informou mais 23 infecções humanas na China, o que elevou o número total para 688 infecções.

## Pandemia
Especialistas afirmam que não está descartada a possibilidade de transmissão entre pessoas; caso isto ocorra de maneira sustentada, é possível ser iniciada uma pandemia. Especialistas em saúde global — incluindo a Fundação Bill Gates, Organização Mundial da Saúde, CDC — advertem que o sistema de resposta a doenças infecciosas está quebrado. Em nenhum lugar do mundo prepara-se para combater uma pandemia.